# Ефект ШІ
Ефект штучного інтелекту виникає, коли глядачі відкидають поведінку програм штучного інтелекту, стверджуючи, що це не є справжнім інтелектом. 
Автор Памела МакКордак пише: «Частиною історії галузі штучного інтелекту є те, що кожного разу, коли хтось з'ясовував, як змусити комп’ютер щось робити — добре грати в шашки, вирішувати прості, але відносно неформальні завдання— з’являвся хор критиків, які казали, «це не мислення».  Дослідник Родні Брукс скаржиться: «Щоразу, коли ми з’ясовуємо якусь частину, це перестає бути магічним; ми кажемо: «О, це просто обчислення»» 

## Визначення
«Ефект штучного інтелекту» — це така лінія мислення, тенденція до переосмислення значення штучного інтелекту:: «ШІ — це все, що ще не було  зроблено». Це поширена помилкова думка, що як тільки штучний інтелект успішно розв'язує проблему, цей метод розв'язання більше не належить до сфери застосування ШІ. Гейст приписує Джону Маккарті назву цьому явищу — «ефект ШІ». 
МакКордак називає «дивним парадоксом» те, що «практичні успіхи штучного інтелекту, обчислювальні програми, які дійсно досягли розумної поведінки, незабаром були асимільовані в будь-якій прикладній області застосування, в якій вони були визнані корисними, і стали мовчазними партнерами поряд з іншими підходами до вирішення проблем,  в результаті чого дослідникам ШІ довелося мати справу тільки з "невдачами", міцними горішками, які ще не вдалося розбити"». 
Теорема Теслера:
«ШІ — це те, що ще не було зроблено».  —  Ларрі Теслер
Дуглас Хофстадтер цитує так само, як і багато інших коментаторів. 
Коли проблеми ще не формалізовані, їх все одно можна охарактеризувати за допомогою моделлю обчислень, яка включає людські обчислення . Обчислювальний тягар проблеми розподіляється між комп'ютером і людиною: одна частина розв'язується комп'ютером, а інша - людиною. Така формалізація називається машиною Тюрінга з допомогою людини . 

## Програми ШІ стають мейнстрімом
Програмне забезпечення та алгоритми, розроблені дослідниками ШІ, зараз інтегровані в багато додатків по всьому світу, не називаючись при цьому штучним інтелектом.  Ця недооцінка відома в таких різноманітних галузях, як комп’ютерні шахи,  маркетинг,  сільськогосподарська автоматизація  та гостинність . 
Майкл Суейн повідомляє, що: «Про досягнення ШІ сьогодні не так багато говорять як про штучний інтелект, а часто розглядають як досягнення в якійсь іншій сфері». «Штучний інтелект став більш важливим, оскільки він став менш помітним», — каже Патрік Вінстон . «Сьогодні важко знайти велику систему, яка б не працювала частково завдяки ідеям, розробленим або визрілим у світі ШІ». 
За словами Стоттлера Хенке, "Великі практичні переваги додатків зі штучним інтелектом і навіть наявність ШІ в багатьох програмних продуктах залишаються непоміченими багатьма, незважаючи на те, що технології ШІ вже широко використовуються в програмному забезпеченні. Це і є ефект ШІ. Багато маркетологів не використовують термін "штучний інтелект" навіть тоді, коли продукти їхньої компанії покладаються на деякі методи ШІ. Чому?" 
Марвін Мінскі пише: «Цей парадокс є наслідком того, що кожного разу, коли дослідницький проект у галузі ШІ робив нове корисне відкриття, цей продукт зазвичай швидко виокремлювався в нову наукову або комерційну спеціальність зі своєю власною назвою. Ці зміни в назві змусили сторонніх спостерігачів запитати: Чому ми бачимо так мало прогресу в центральній галузі штучного інтелекту?» 
Нік Бостром зазначає, що "багато передових технологій ШІ відфільтровуються в загальних додатках, часто не називаючись ШІ, тому що коли щось стає досить корисним і поширеним, його більше не називають ШІ" 
Вплив штучного інтелекту на прийняття рішень в управлінні ризиками ланцюга поставок є малодослідженою сферою. 
Щоб уникнути проблеми ефекту штучного інтелекту, редактори спеціального випуску IEEE Software, присвяченого ШІ та розробку програмного забезпечення рекомендують не переоцінювати  –  не розкручувати  –  для початку реальні досяжні результати. 
Організація Bulletin of the Atomic Scientists розглядає ефект ШІ як світову стратегічну військову загрозу.  Як вони зазначають, це приховує той факт, що програми штучного інтелекту вже знайшли свій шлях до армії США та СРСР під час холодної війни .   Інструменти ШІ для консультування людей щодо розгортання озброєнь були навіть розроблені обома сторонами і отримали дуже обмежене використання в той час. На їхню думку, це нерозуміння ШІ, яке постійно змінюється, продовжує підривати здатність людини розпізнавати загрози безпеці в наш час. 